# Plicatiductus storki
Plicatiductus storki là một loài nhện trong họ Linyphiidae.
Loài này thuộc chi Plicatiductus. Plicatiductus storki được Alfred Frank Millidge & Anthony Russell-Smith miêu tả năm 1992.